# Josep Maria Vilanova
Josep Maria Vilanova és un Professor del Departament d'Urbanisme i Ordenació del Territori a la UPC, on imparteix docència a l'ETSAB, l'Escola Tècnica Superior d'Arquitectura del Vallès i en diversos màsters sobre paisatgisme i urbanisme. És també president de l'Agrupació d'Arquitectes Urbanistes de Catalunya. Ha rebut diversos guardons pel seu exercici professional en el planejament urbanístic, entre ells el Premi Nacional d'Urbanisme pel Pla Especial de Reforma Interior de la Barceloneta (1983) i el Premi Catalunya d'Urbanisme per la Revisió del Pla General d'Ordenació Municipal de Torroella de Montgrí (2003).